# Pierre-Antoine Dossevi
Pierre-Antoine Dossevi   (Lomé, 17 de gener de 1952) és un exfutbolista togolès de la dècada de 1970.
Pel que fa a clubs, destacà a Tours i Paris-Saint Germain.
És pare dels també futbolistes Thomas i Mathieu.